# 厚叶子犀
厚叶子犀（学名：Osmanthus marginatus var. pachyphyllus）为木犀科木犀属厚边木犀的变种。分布在中国大陆的广东、浙江、福建等地，生长于海拔1,400米的地区，一般生于山坡或溪谷的林中，目前尚未由人工引种栽培。